# Yamdena
Yamdena (ou Jamdena) é a maior das ilhas Tanimbar, na Indonésia. Fica a sul do Arquipélago das Molucas. A cidade principal, Saumlaki, situa-se no extremo sul da ilha. Tem 2981 km² de área e administrativamente, pertence ao kabupaten das Molucas do Sudeste Ocidentais, na província das Molucas.
A língua yamdena é falada nesta ilha. A principal religuão é o Cristianismo, mas religiões ancestrais locais também são praticadas. O artesanato da ilha inclui obras em madeira, ouriversaria, e tecelagem.
Em 1987 uma nova espécie de ave insetívora do género Cettia foi registada na ilha.